# Pays-de-Clerval
Pays-de-Clerval is een commune nouvelle in het Franse departement Doubs in de regio Bourgogne-Franche-Comté. De gemeente maakt deel uit van het arrondissement Montbéliard. In de gemeente bevindt zich het spoorwegstation Clerval. Pays-de-Clerval telde op 1 januari 2022 1.161 inwoners.

## Geschiedenis
Pays-de-Clerval is op 1 januari 2017 ontstaan door de fusie van de gemeenten Clerval en Santoche. Op 1 januari 2019 werd Pays-de-Clerval uitgebreid met de per die datum opgeheven gemeente Chaux-lès-Clerval.

## Geografie
De oppervlakte van Pays-de-Clerval bedraagt 22,55 vierkante kilometer; de bevolkingsdichtheid is 52 inwoners per km² (per 1 januari 2019). De plaats ligt aan de Doubs.
De onderstaande kaart toont de ligging van Pays-de-Clerval met de belangrijkste infrastructuur en aangrenzende gemeenten.

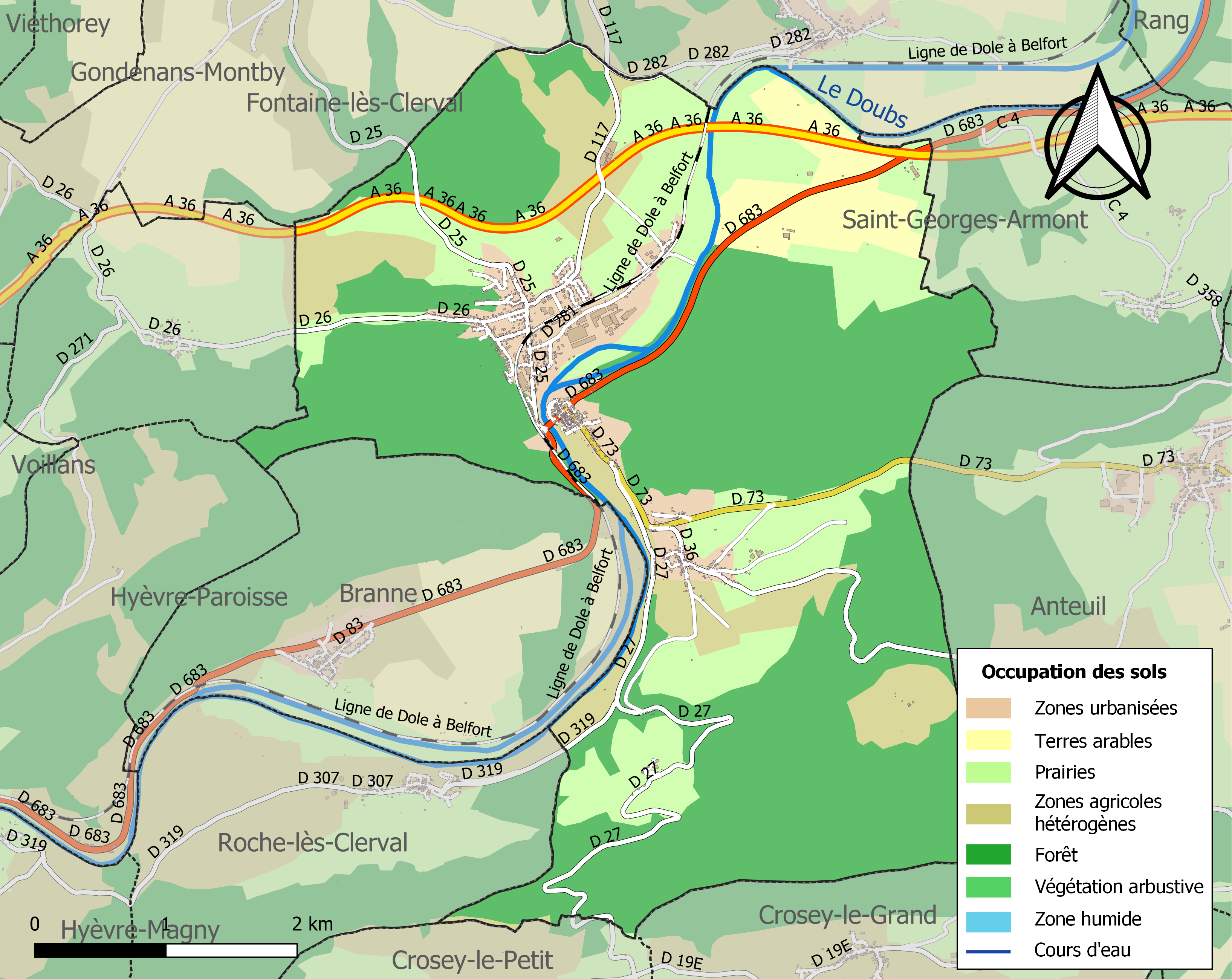

## Afbeeldingen

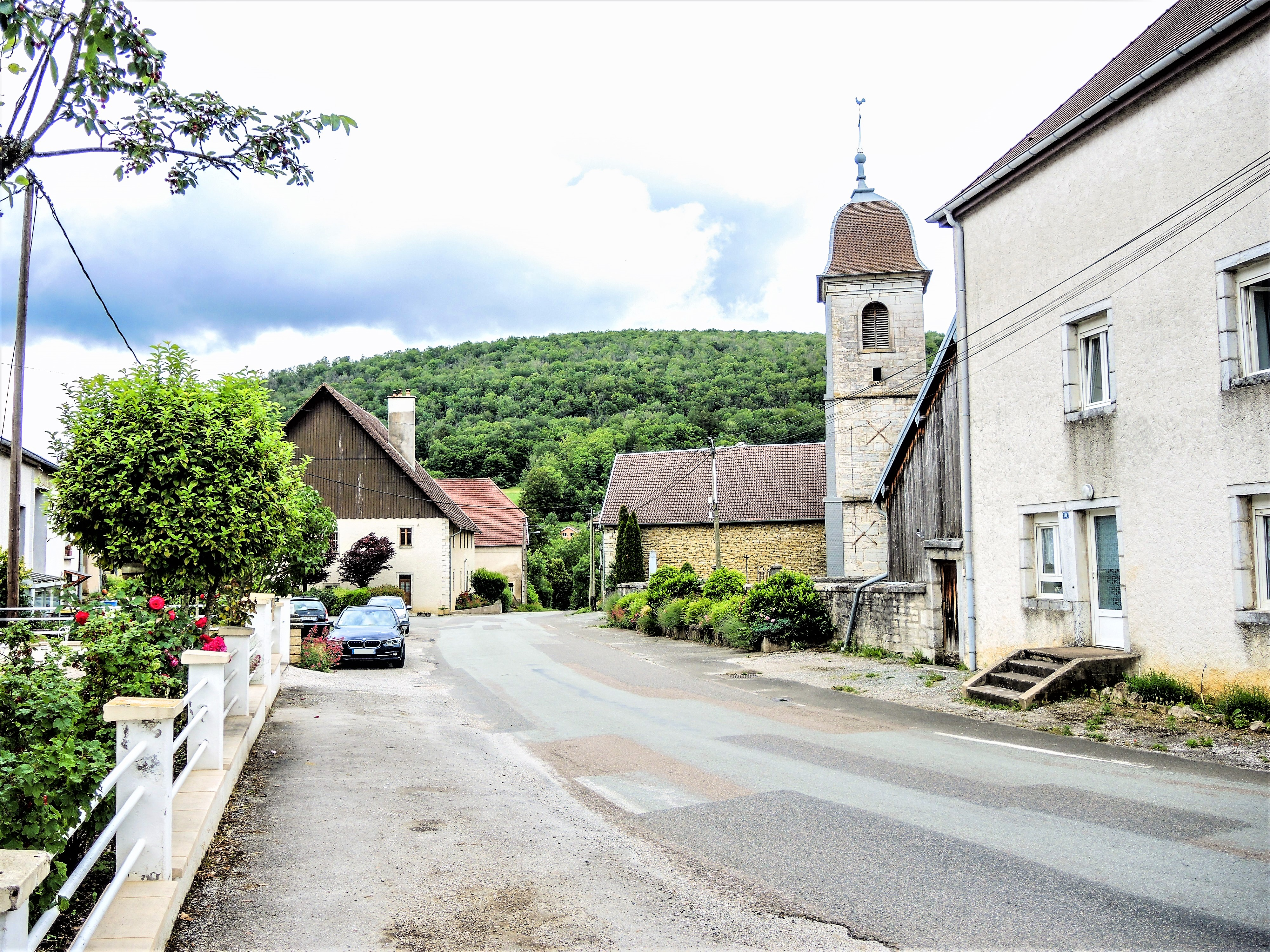
Chaux-lès-Clerval
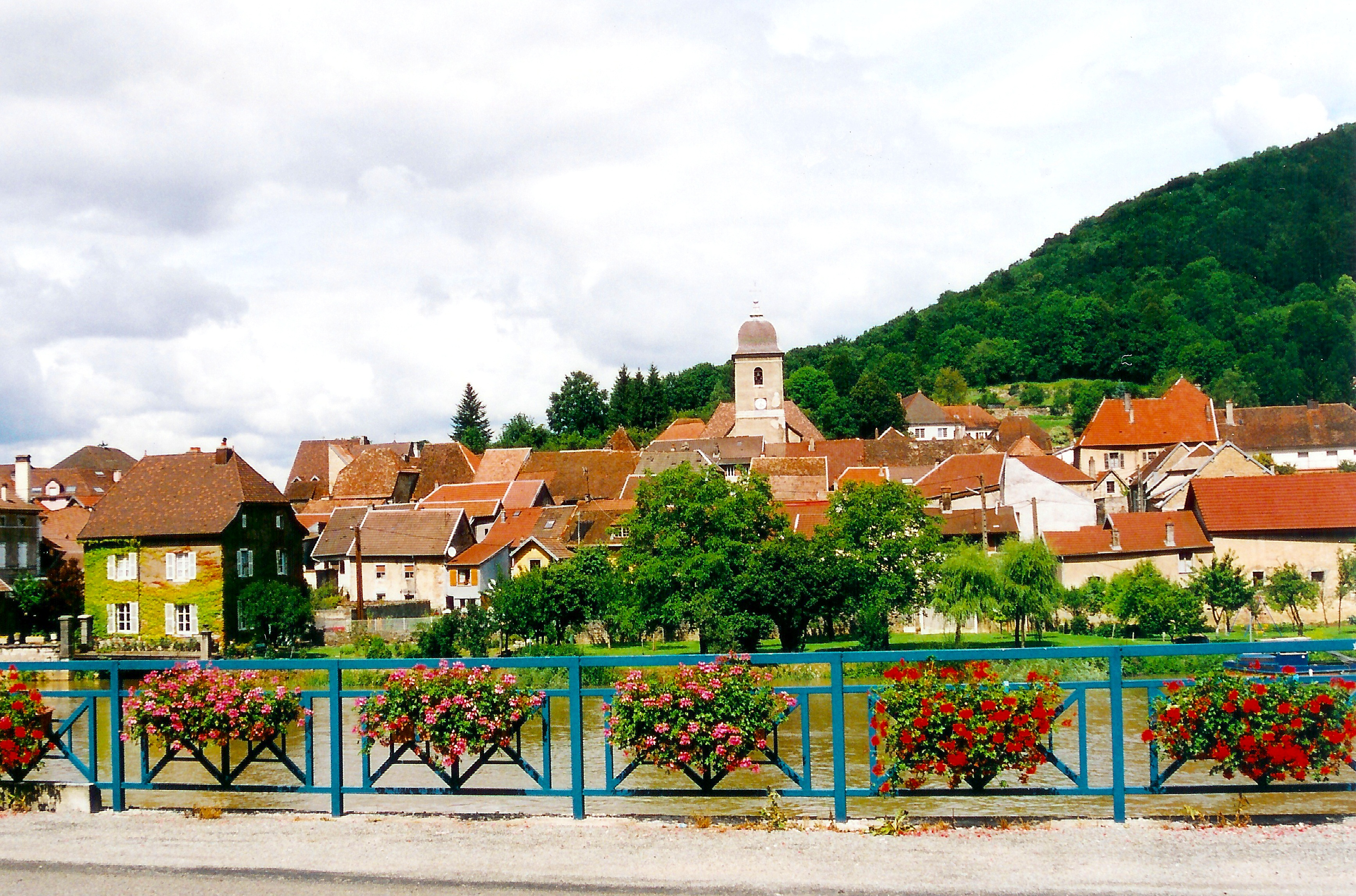
Clerval
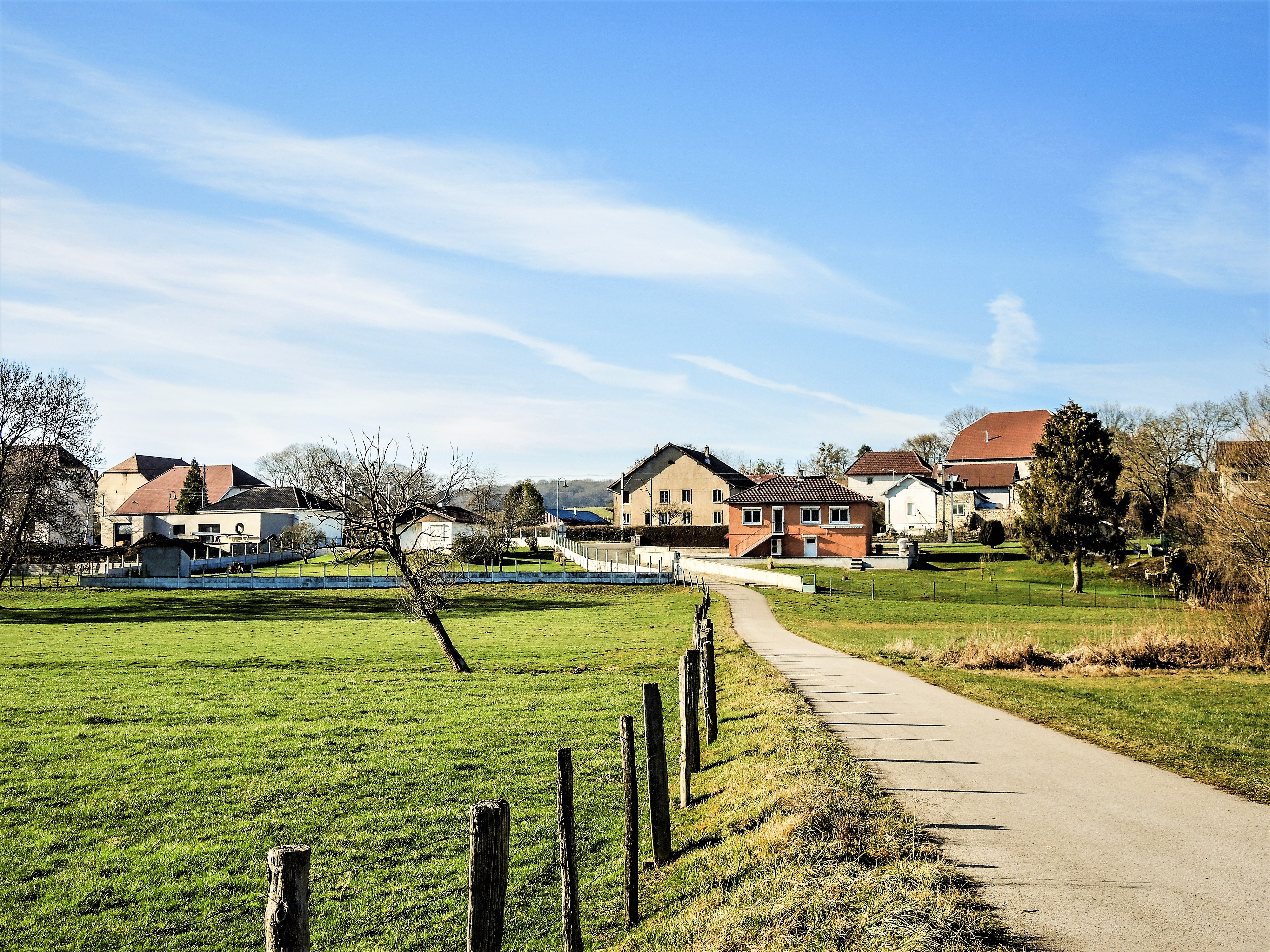
Santoche
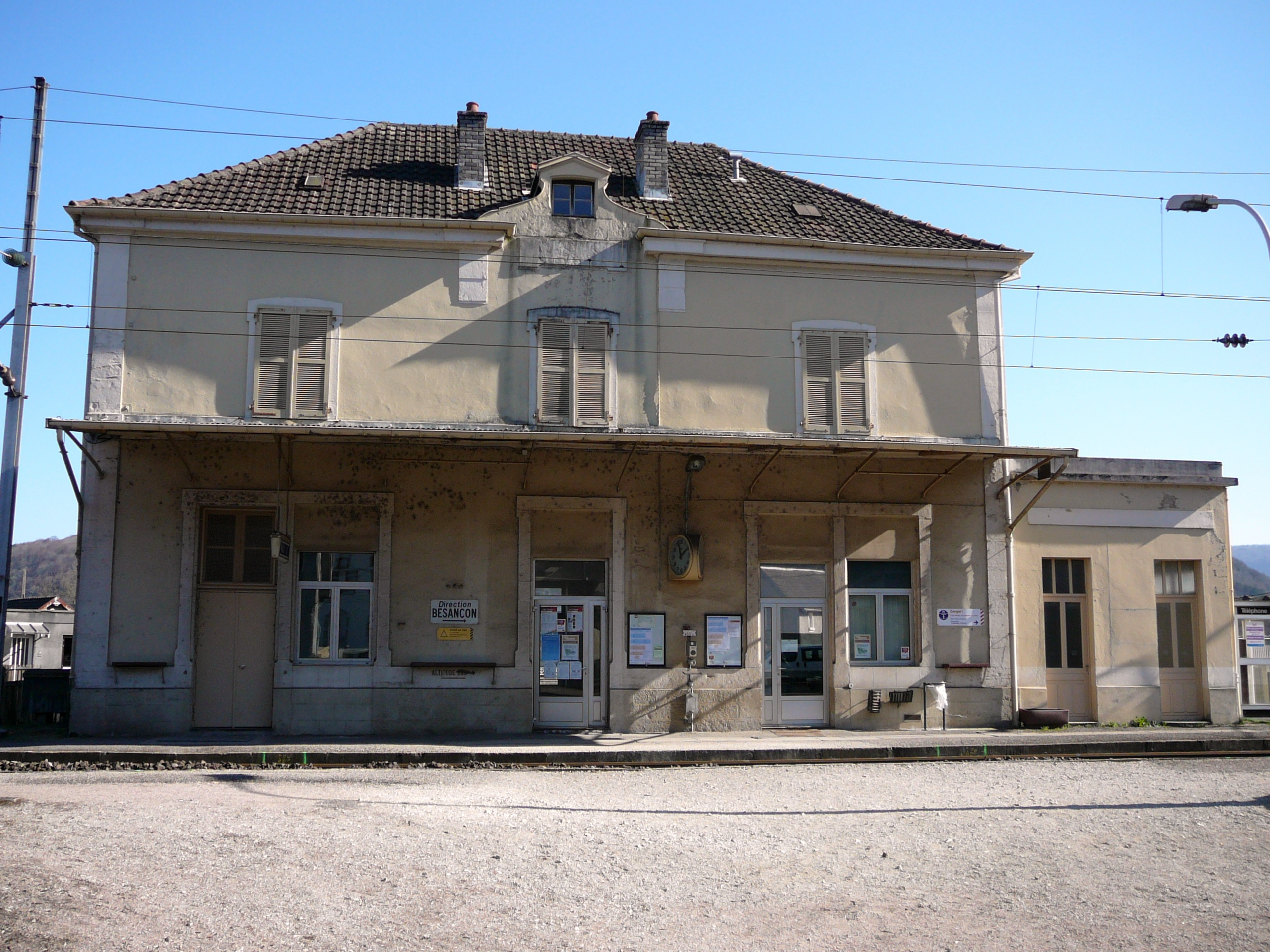
Station Clerval